# Mineola (Texas)
Mineola település az Amerikai Egyesült Államok Texas államában, Wood megyében. Lakosainak száma 4823 fő (2020. április 1.).

## Közlekedés

### Vasút
A települést napi egy pár Texas Eagle néven futó Amtrak távolsági vonatjárat érinti.

## Népesség
A település népességének változása:

| 2010 | 4 515 |
| 2020 | 4 823 |